# Abbas El Fassi
Abbas El Fassi (Arabisch: عباس الفاسي) (Berkane, 18 september 1940) was van 19 september 2007 tot  29 november 2011 de minister-president van het koninkrijk Marokko. El Fassi is lid van de politieke partij Parti de l'Istiqlal, hij is de opvolger van Driss Jettou.
El Fassi is geboren in Berkane, Marokko op 18 september 1940. Hij diende als minister van Volkshuisvesting 1977/81, minister van ambacht en Sociale Zaken 1981/85, ambassadeur van Tunesië en de Arabische Liga 1985/90, ambassadeur in Frankrijk 1990/94, en als minister van werkgelegenheid, beroepsopleiding, sociale ontwikkeling en solidariteit van 2000 tot 2002. Hij nam toen de functie van Minister van Staat in de regering-Jettou van 2002 tot 2007. Fassi werd als minister-president op 19 september 2007 benoemd na de overwinning van Istiqlal in de  parlementsverkiezingen. 
Vanaf 29 november 2011 is hij opgevolgd door Abdelilah Benkirane.
- Gemeinsame Normdatei: 1175624772
- International Standard Name Identifier: 0000 0000 4067 6911
- Library of Congress Control Number: n2004048217
- Virtual International Authority File: 31387975
- WorldCat: E39PBJmdyJcQ8dpKJTVXRQWxDq